# Blood Creek
Blood Creek, coneguda anteriorment com a Creek i Town Creek, és una pel·lícula de terror dirigida per Joel Schumacher i protagonitzada per Michael Fassbender. La pel·lícula va ser escrita per David Kajganich. Es va estrenar de manera limitada als cinemes el 18 de setembre de 2009. També hi van actuar Dominic Purcell i Henry Cavill com a germans en una missió de venjança que es veuen atrapats en un experiment espantós de l'època del Tercer Reich.

## Sinopsi
El 1936, els Wollners, una família alemanya que viu a Town Creek (Virgínia de l'Oest), són contactats pel Tercer Reich per allotjar un erudit visitant. En necessitat de diners, accepten el professor Ricard Wirth a casa seva, sense conèixer les pràctiques del Tercer Reich en ocultisme o la missió real de Wirth, que mantindrà la família unida durant les dècades posteriors. Ara, més de 70 anys després, el germà gran d'Evan Marshall, Victor, desapareix misteriosament prop de Town Creek durant dos anys i torna sobtadament molt viu, després d'haver escapat dels seus captors. Evan no fa preguntes; a petició del seu germà, carrega els seus rifles, prepara el seu vaixell i el segueix de tornada a Town Creek en una missió de venjança que els posarà a prova de totes les maneres possibles.

## Repartiment
- Dominic Purcell com a Victor Alan Marshall[2]
- Henry Cavill com a Evan Marshall[5]
- Michael Fassbender com a Richard Wirth
- Emma Booth com a Liese
- Rainer Winkelvoss com a Otto
- Shea Whigham com a Luke
- Wentworth Miller com a soldat alemany (sense acreditar)